# Lý Nghĩa Mẫn
Lý Nghĩa Mẫn (tiếng Hàn: 이의민/ 李義旼/ Yi Ui-min ?, ? – 1196) là tể tướng nước Cao Ly dưới triều vua Minh Tông (1170 – 1179). Lý Nghĩa Mẫn là một trong các võ quan chi phối chính quyền Cao Ly giai đoạn võ quan lạm quyền cai trị. 

## Tiểu sử

### Tổ tiên
Cha của Lý Nghĩa Mẫn là Yi Seon (이선, 李善, Lý Thiện) vốn làm nghề buôn muối ở Gyeongju (Khánh Châu), mẹ Nghĩa Mẫn là người hầu trong chùa Ngọc Linh (玉靈寺). Nghĩa Mẫn là con trai út trong gia đình 3 anh em trai. Theo sách Cao Ly sử, Lý Nghĩa Mẫn tuy xuất thân hèn kém nhưng lại có thân thể cao lớn và sức khỏe hơn người.

### Sự nghiệp

#### Chính quyền quân sự
Lý Nghĩa Mẫn gia nhập đội quân hộ vệ kinh thành (경군, 京軍, kinh quân) Gaegyeong, (nay là Keasong), Khai Thành, sau khi được vua Cao Ly Nghị Tông (Uijong, 의종) chú ý vì tài võ nghệ Thủ bác của ông. Sau đó, ông được thăng chức byeoljang (별장, 別將, biệt tướng) rồi jungrangjang (중랑장, 中郎將, trung lang tuớng).
Tuy nhiên, các triều vua Cao Ly từ trước thời Nghị Tông đã có chính sách đề cao quan văn, hạ thấp quan võ. Chính quyền gần như bị chi phối bởi tầng lớp học giả, quyền hạn của tầng lớp võ quan bị áp chế. Vua Cao Ly Nghị Tông lại có ác cảm với các võ quan và quân sĩ, ông thường buộc họ phải tham gia thi đấu võ thuật mua vui. Ông cũng thường say rượu, và khi đó lại tiếp tục khiêu khích các võ quan. Đặc biệt, Thượng tướng quân Jeong Jung-bu (정중부, 鄭仲夫, Trịnh Trọng Phu) và các thuộc hạ nhiều lần bị các quý tộc và văn quan sỉ nhục.
Năm 1170, lão tướng Trịnh Trọng Phu cùng với các tướng trẻ tuổi là Lý Nghĩa Phương (Yi Ui-bang), Lý Cao (Yi Go) lãnh đạo binh sĩ lật đổ và bắt giam vua Nghị Tông, sau đó lập Minh Tông (Myeongjong) lên ngôi kế vị. Từ đây, nước Cao Ly bước vào giai đoạn các võ quan chi phối chính quyền, vua chỉ là bù nhìn, kéo dài gần 100 năm, sử Cao Ly gọi là Vũ thần chính quyền (武臣政權).
Lý Nghĩa Mẫn theo phe của Trịnh Trọng Phu, đem quân đi đánh dẹp các cuộc nổi dậy chống đối. Sau đó được thăng chức Tướng quân (장군, 將軍). Triều đình Cao Ly do hai tướng quân Trịnh Trọng Phu và Lý Nghĩa Phương điều khiển (Lý Cao bị Lý Nghĩa Phương giết, Lý Nghĩa Phương nhận Trịnh Trọng Phu làm cha nuôi), Minh Tông (Myeongjong) chỉ là bù nhìn.
Năm 1173,  vị quan văn là Kim Phủ Đương (金甫當, Kim Bo-dang) khởi binh, cho người đi đón Nghị Tông về, định lật đổ phe của Trịnh Trọng Phu để lập lại Nghị Tông làm vua. Lý Nghĩa Phương liền phái Lý Nghĩa Mẫn đi bắt Nghị Tông. Lý Nghĩa Mẫn chặn đường đoàn rước và giết luôn Nghị Tông. Lý Nghĩa Mẫn được thăng chức Đại tướng quân.
Năm 1174, Lý Nghĩa Mẫn lại được thăng làm Thượng tướng quân (상장군, 上將軍) sau khi đánh dẹp các cuộc nổi dậy ở Tây Kinh (nay là Bình Nhưỡng, Cộng hòa Dân chủ Nhân dân Triều Tiên) của Binh bộ Thượng thư Triệu Vị Sủng (趙位寵 - 조위총, Jo Wi-chong).
Năm 1178, Lý Nghĩa Mẫn giữ chức Tây Bắc bộ Binh mã sứ.
Chính quyền Cao Ly lúc này bị Lý Nghĩa Phương kiểm soát. Lý Nghĩa Phương làm nhiều việc lộng quyền, gây bất bình trong binh lính và nhân dân. Trịnh Trọng Phụ bèn ra tay, sai con là Jeong Gun (鄭筠, Trịnh Quân) giết Lý Nghĩa Phương. Gia đình Trịnh Trọng Phu cũng lại lộng hành, các binh sĩ ngày càng bất bình.
Năm 1179, một tướng trẻ là Gyeong Dae-seung (경대승, 慶大升, Khánh Đại Thăng) làm cuộc binh biến, giết chết cha con Trịnh Trọng Phu và lên nắm quyền. Lý Nghĩa Mẫn vốn là thuộc hạ của Lý Nghĩa Phương và Trịnh Trọng Phu nên rất lo sợ, cho võ sĩ ngày đêm canh phòng quanh phủ.
Năm 1181, Lý Nghĩa Mẫn được giao chức Hình bộ Thượng thư, kiêm Thượng tướng quân trấn giữ biên giới phía Bắc Cao Ly. Một lần, có tin đồn Gyeong Dae-seung chết, Nghĩa Mẫn chưa hết vui mừng thì mới hay đó chỉ là người thân của Gyeong Dae-seung. Nghĩa Mẫn thấy càng bất an, từ chức về quê Gyeongju ở ẩn.
Gyeong Dae-seung tuy cũng là võ quan áp chế chính quyền như Lý Nghĩa Phương, nhưng Gyeong Dae-seung lại làm nhiều việc được lòng dân chúng. Vua Minh Tông (Myeongjong) vì đó lại ghen ghét với danh tiếng của Gyeong Dae-seung.

#### Võ tướng chuyên quyền
Năm 1183, Gyeong Dae-seung chết, vua Minh Tông (Myeongjong) gọi Lý Nghĩa Mẫn về kinh thành Gaegyeong và giao chức Công bộ thượng thư, rồi lại thăng làm susagongjwabokya (수사공좌복야, 守司空左僕射, Thủ ty không tả bộc xạ). Tới năm 1190 thì ông lại được thăng chức dongjungseomunhapyeongjangsa panbyeongbusa (동중서문하평장사 판병부사, 同中書門下平章事判兵部事, Đồng trung thư môn hạ bình chương sự phán binh bộ sự). Lý Nghĩa Mẫn nắm hết quyền lực trong triều, tiếp tục trở thành viên võ quan nắm chính quyền tiếp theo.
Lý Nghĩa Mẫn có tính nóng nảy, gây nhiều thù oán khi cầm quyền. Gia đình Lý Nghĩa Mẫn ra tay vơ vét của cải và gây ra nhiều việc mất lòng trong dân chúng. Ngoài người con trai lớn Yi Ji-sun (李至純, Lý Chí Thuần), hai con trai sinh đôi của ông là Yi Ji-young (李至榮, Lý Chí Vinh) và Yi Ji-gwang (李至光, Lý Chí Quang) có biệt hiệu ssangdoja (쌍도자, 雙刀子, Song đao tử), chuyên làm chuyện bất lương. Lý Chí Thuần từng khuyên cha và các em giảm bớt các việc làm gây mất lòng dân chúng nhưng không thành.
Năm 1196, Lý Chí Vinh cướp bồ câu của Choe Chung-soo (Thôi Trung Túy, 崔忠粹). Thôi Trung Túy tức giận, bèn đến chỗ anh trai là tướng Choe Chung-heon (Hangul: 경대승, Hán Việt: Thôi Trung Hiến, 崔忠獻) và xúi anh lật đổ nhà họ Lý. Nhà họ Thôi bèn bàn bạc kế hoạch làm binh biến.
Một dịp, vua Minh Tông cho gọi Lý Nghĩa Mẫn tháp tùng vua đi lễ Phật ở chùa Bojesa (보제사, 普濟寺, Phổ tế tự) gần Tây Kinh (Bình Nhưỡng). Nghĩa Mẫn khước từ, bảo rằng đang bệnh rồi bỏ lên biệt phủ trên núi Di Đà (미타산, 彌陀山) nghỉ ngơi. Thôi Trung Hiến liền cho người phục kích giết chết Lý Nghĩa Mẫn khi ông đang trên núi. Họ Thôi mang đầu của Nghĩa Mẫn về kinh thành Gaegyeong thị uy và kêu gọi binh sĩ, dân chúng ủng hộ lật đổ họ Lý. Vua Minh Tông hay tin vội vã trở về kinh.
Các con trai của Nghĩa Mẫn là Lý Chí Thuần, Lý Chí Quang ra sức chống trả phe họ Thôi nhưng thất bại phải bỏ chạy. Họ Thôi thuyết phục vua Minh Tông trừ hết phe họ Lý và dẹp tan các phe ủng hộ Lý Nghĩa Mẫn trong cả nước. Lý Chí Vinh sau đó bị giết khi đang lẩn trốn, dân chúng reo hò, họ Thôi cho tru di 3 đời nhà Lý Nghĩa Mẫn. Hai người Lý Chí Thuần, Lý Chí Quang sau đó ra quy hàng họ Thôi, mong được tha chết nhưng cũng bị giết.
Thôi Trung Hiến trở thành võ quan chuyên quyền tiếp theo. Nhà họ Thôi thay nhau nắm quyền nhiều năm sau đó, gọi là Thôi thị chính quyền (최씨정권, 崔氏政權).

### Đánh giá
Sử Cao Ly xếp Lý Nghĩa Mẫn vào phần các nhân vật phản nghịch.
Một người bà con của Lý Nghĩa Mẫn may mắn thoát chết. Dòng họ Lý Tinh Thiện ngày nay là con cháu của ông.

## Nghi vấn liên quan tới nhà Lý Việt Nam
Khoảng năm 1127, Đô đốc Thủy quân Kiến Hải Vương Lý Dương Côn (李陽焜) (con trai Thành Quảng hầu, em trai vua Lý Nhân Tông (được vua Lý Nhân Tông nhận làm con nuôi) đã cùng gia quyến lên tàu thủy quân sang Cao Ly tỵ nạn. Đương thời, vua Lý Nhân Tông đã có tuổi mà vẫn không có con trai để nối dõi, nên vua nhận những người con của các anh em trai đưa vào cung nuôi dưỡng, trong đó có Lý Dương Côn, vì chỉ là con nuôi nên bản thân ông lo sợ cuộc tranh giành ngôi báu đẫm máu nên đã ra đi tị nạn. Sang năm 1128, vua Lý Nhân Tông qua đời, con trai Sùng Hiền hầu (một người em trai vua Lý Nhân Tông) là Lý Dương Hoán lên ngôi.
Theo gia phả họ Lý Tinh Thiện (chữ Hán 旌善李氏, tiếng Hàn 정선이씨, Hán Việt: Tinh Thiện Lý thị), Lý Dương Côn cùng gia đình đến Cao Ly và lập nghiệp tại Khánh Châu (慶州 - Gyeongju). Cháu đời thứ hai của Lý Dương Côn là Lý Quân Úc (李君郁) làm quan "lễ nghi phán thư" thời vua Cao Ly Nhân Tông (1122 – 1146). Lý Nghĩa Mẫn là hậu duệ đời thứ sáu của Lý Dương Côn. Tuy nhiên, thông tin này chưa được chứng minh.
Cha của Lý Nghĩa Mẫn là Yi Seon (이선, 李善, Lý Thiện) vốn làm nghề buôn muối ở Gyeongju (Khánh Châu), mẹ Nghĩa Mẫn là người hầu trong chùa Ngọc Linh (玉靈寺). Nghĩa Mẫn là con trai út trong gia đình 3 anh em trai. Theo sách Cao Ly sử, Lý Nghĩa Mẫn tuy xuất thân hèn kém nhưng lại có thân thể cao lớn và sức khỏe hơn người.
Trong bộ phim dã sử Vũ nhân thời đại (Age of Warriors, 무인시대, 武人時代) do Đài truyền hình KBS thực hiện năm 2004, về giai đoạn chính quyền Cao Ly bị võ quan thao túng, có nói rõ Lý Nghĩa Mẫn là dòng dõi hoàng tộc nhà Lý, Đại Việt. Người đóng vai Lee Ui Min là diễn viên Lee Deok-hwa (이덕화).